# Kiek in de Kök

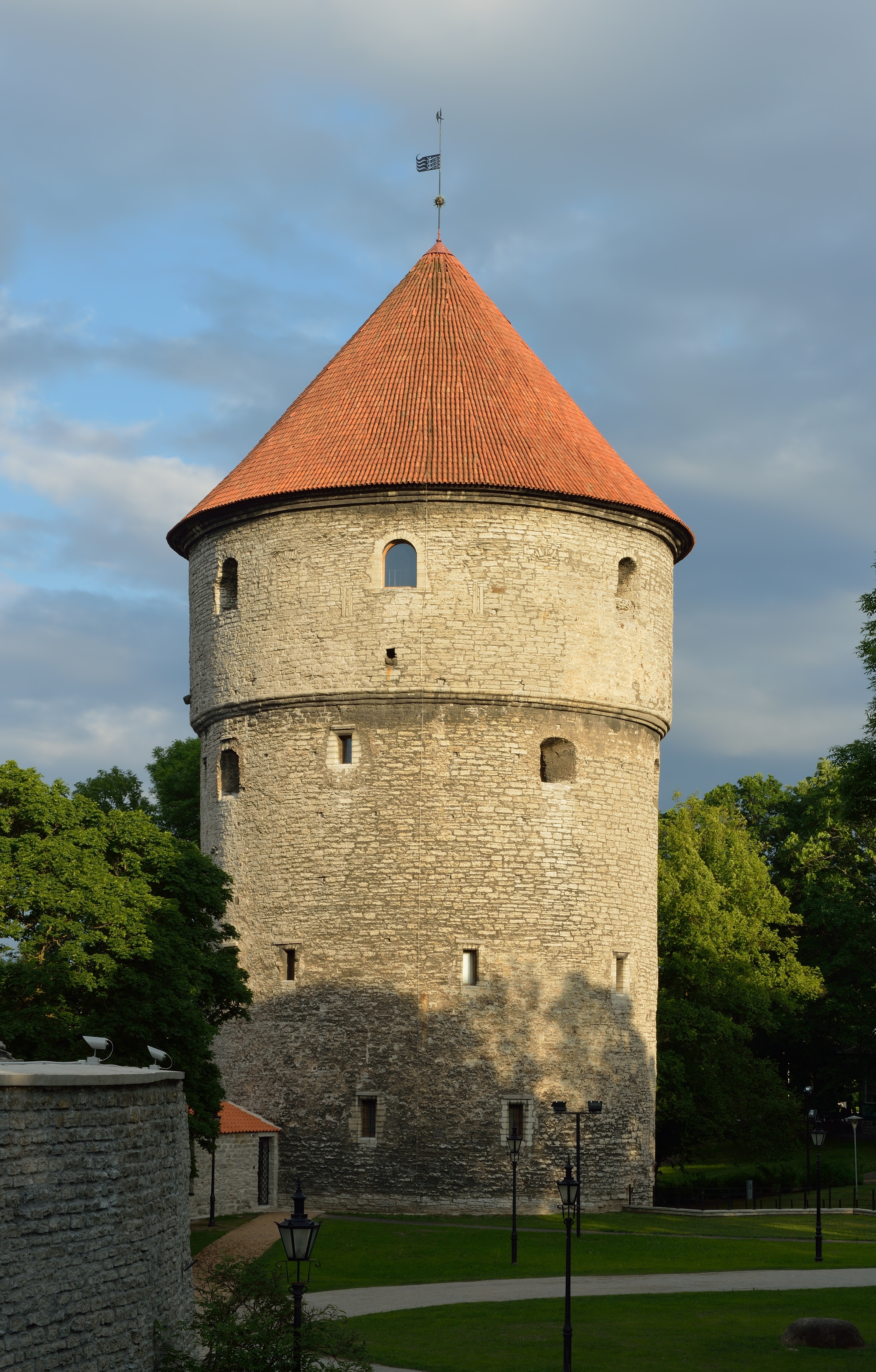
Kiek in de kok, a Tallinn.

Kiek in de Kök, (letteralmente, dall'antico tedesco, "occhiata nella cucina") è una tipologia di torri, principalmente quelle che facevano parte delle fortificazioni delle città medioevali. Presero questo nome dalla possibilità dalla cima della torre di vedere nelle cucine delle case vicine. Grazie alla storia della Lega Anseatica e dell'Ordine Teutonico, anche numerose città al di fuori della Germania hanno torri che riportano ancora questo soprannome. Gli esempi più famosi si trovano a Tallinn, in Estonia e a Danzica, in Polonia.